# Francesco Bellini (politico)
Francesco Bellini (Cecina, 5 gennaio 1899 – Roma, 12 aprile 1989) è stato un prefetto e politico italiano.
Fascista della prima ora, prende parte all'adunata di piazza San Sepolcro e nei mesi successivi è già a capo delle prime squadre d'azione fasciste. Nel 1922 prende parte alla marcia su Roma e viene nominato console generale della milizia. Nominato in seguito ispettore del partito nel corso degli anni '30 è federale di Bolzano e Pola e in seguito, preso parte all'Impresa d'Etiopia, di Gondar. Nel 1939 viene nominato consigliere nazionale e prefetto: si insedia a Belluno e Pola, dove nell'agosto 1943 Badoglio lo colloca a riposo, quindi a Imperia e Treviso dopo l'adesione alla Repubblica sociale italiana.